# Crepidium mariae
Crepidium mariae är en orkidéart som beskrevs av Marg. och Dariusz Lucjan Szlachetko. Crepidium mariae ingår i släktet Crepidium, och familjen orkidéer. Inga underarter finns listade i Catalogue of Life.